# Emmanuel Adebayor
Sheyi Emmanuel Adebayor (Lomé, Togo, 26 de febrero de 1984) es un exfutbolista profesional togolés que jugaba como delantero. Su último club fue el Semassi F. C. de Togo.

## Trayectoria

### Primeros años en Francia
Adebayor empezó su carrera profesional jugando con el Sporting Club de Lomé, donde llegó a jugar hasta la categoría sub-15. Es aquí donde fue descubierto por el club francés Metz que, tras llegar a un acuerdo, lo incorporó en 1999 a su categoría sub-17 donde jugó durante dos años antes de unirse al primer equipo. En su primera temporada, jugó 9 partidos y marcó 2 goles. En la temporada 2002-03, Adebayor marcó 17 goles en 35 partidos consiguiendo una media de 0,5 goles por partido. 
En el año 2003 firmó un contrato con el AS Mónaco, anotando 17 goles en 17 partidos, llegando a la final de la Liga de Campeones de la UEFA.

### Arsenal

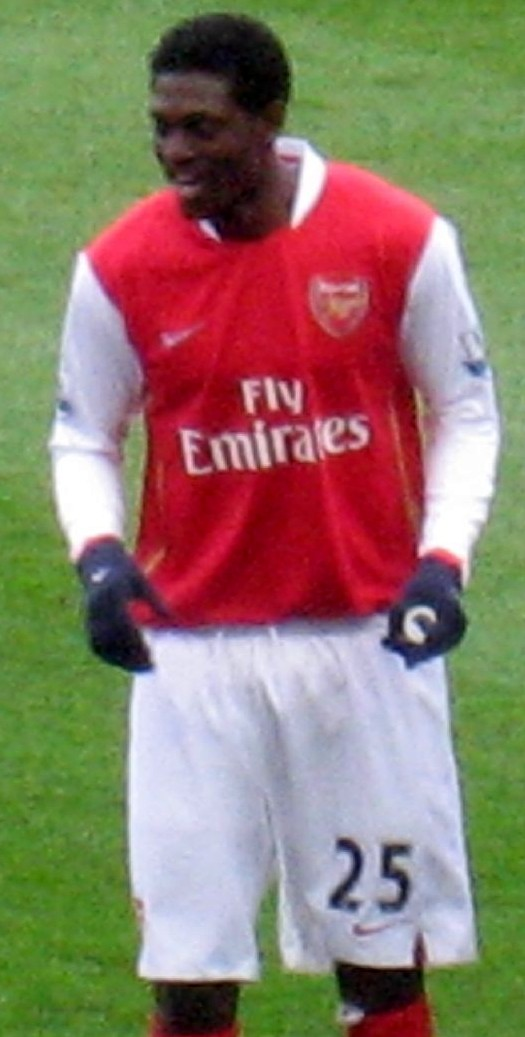
Adebayor en un partido con el Arsenal en 2008.

El 13 de enero de 2006, Adebayor recaló en el Arsenal por un precio de 3 millones de euros. En el club inglés le apodaron "Baby Kanu" por su parecido con la ex estrella del Arsenal Nwankwo Kanu, que Adebayor había idolatrado en su juventud.
El 4 de febrero de 2006, Adebayor debutó con el Arsenal en la Premier frente al Birmingham City, marcando su primer gol 21 minutos después de haber entrado en el campo, en un partido que el Arsenal terminaría ganando 2-0. Al final de su primera temporada con los Gunners, había anotado 4 goles en 10 partidos. Sin embargo, Adebayor sufrió su primer gran revés en la Liga de Campeones 2005-06 donde el Arsenal perdió la final ante el F. C. Barcelona.
Adebayor anotó el gol de la victoria por 0-1 del Arsenal ante el Manchester United en Old Trafford, su primera victoria en la temporada 2006-07. Previamente, Adebayor fue derribado dentro del área provocando un penal que fue errado por Gilberto Silva. El 8 de noviembre de 2006, Adebayor anotó el único gol del partido para clasificar al Arsenal a los cuartos de final de la Carling Cup contra el Everton, en cuya final fue expulsado en el partido que el Arsenal perdió 2-1 contra el Chelsea. Se dijo que fue por darle un puñetazo a Frank Lampard. La FA le impuso un partido de sanción y una multa de £7500 por no abandonar el terreno de juego inmediatamente.
Después de convertir un penalti en la victoria 3-1 sobre el Portsmouth, sus dos goles contra el Tottenham Hotspur contribuyeron a que el Arsenal ganara 3-1 el primer derbi del norte de Londres de la temporada. Adebayor luego anotó su primer triplete para el Arsenal en casa al ganar 5-0 contra el Derby County el 22 de septiembre de 2007, lo que fue la segunda vez que se anotaba un triplete en el Emirates Stadium.
El 22 de enero estuvo involucrado en un controvertido incidente cuando se enfrentó a su compañero de equipo Nicklas Bendtner minutos después de la derrota por la Carling Cup de 5-1 ante el Tottenham. Aparentemente Bendtner se cortó la nariz en el choque con Adebayor, quien pidió disculpas al día siguiente.
Tres días más tarde marcó el gol número 100 en el Emirates Stadium, en un partido de la FA Cup contra el Newcastle United que terminó con victoria para los locales de 3-0. Luego, a pesar de no haber anotado nunca antes en la competencia de la UEFA Champions League, anotó un gol contra el AC Milan en el San Siro. El 13 de abril, en el partido por la Premier League contra el Manchester United, Adebayor anotó el único gol para el Arsenal en el partido que perdieron 2-1 en Old Trafford. El 19 de abril Adebayor anotó una vez más en una victoria 2-0 sobre el Reading. El anotó su segundo triplete para el Arsenal después de haber entrado en el entretiempo de la victoria 6-2 contra el Derby County.
El 13 de septiembre de la temporada de 2008, Adebayor anotó un triplete frente al Blackburn Rovers. Luego, en el partido de Champions League frente al Oporto, anotaría dos goles para concretar la victoria 4-0. Ganó el balón de oro africano por delante de grandes estrellas como Webó.

### Manchester City

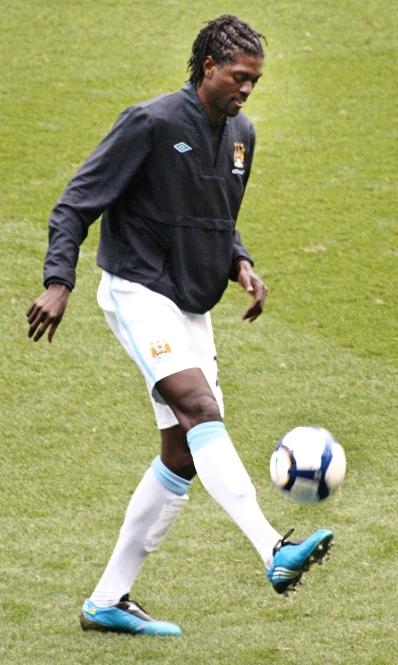
Emmanuel Adebayor en el Manchester City.

El 18 de julio de 2009, Adebayor firmó con el Manchester City un contrato por cinco temporadas. Al Manchester City le costó 29 millones de €.
El 12 de septiembre, en el partido de la Premier League entre el Manchester City y el Arsenal, Emmanuel Adebayor sentenciaba a su exequipo al marcar el tercer gol del City (4-2 al final) y corrió todo el terreno de juego para celebrar su gol frente a la grada de los aficionados del Arsenal. Evidentemente, los aficionados 'gunners' no se lo tomaron nada bien y tiraron de todo al togolés.
En la temporada 2010-2011, Adebayor no gozaba de la confianza del técnico Roberto Mancini, ya que solo disputó algunos partidos con el equipo durante la primera vuelta. Marcó su primer triplete con el City el 21 de octubre en un partido de la fase de grupos de la UEFA Europa League contra el Lech Poznań. Al hacerlo, se convirtió en el primer jugador del Manchester City en anotar un triplete en una competición europea, sin embargo Adebayor cayó en el orden jerárquico en el Manchester City luego de que el club comprara a Edin Džeko, Carlos Tévez y Mario Balotelli dejándolo relegado del equipo principal. En agosto de 2011, Roberto Mancini confirmó que Adebayor, junto con Craig Bellamy, ya no formaban parte de sus planes y podría dejar el Manchester City. En el mercado de fichajes de invierno, fue cedido al Real Madrid por el resto de la temporada.

### Real Madrid

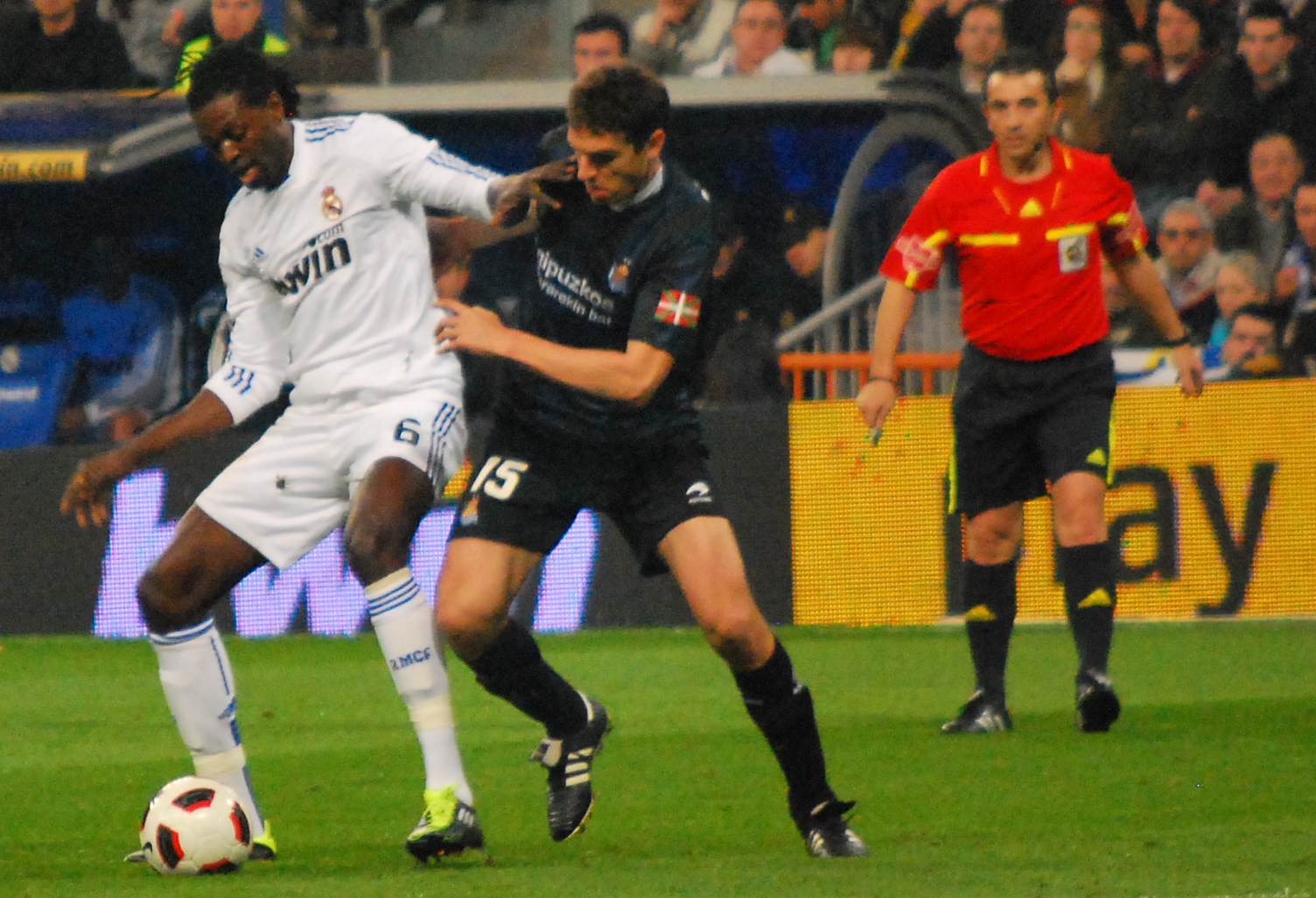
Adebayor en un partido con el Real Madrid.

Adebayor fue presentado en el estadio Santiago Bernabéu en enero de 2011 en calidad de cedido. Su debut lo hace el 30 de enero de 2011, en la derrota del Real Madrid 1-0 frente al Osasuna, convirtiéndose en el primer togolés en jugar en el primer equipo blanco. El 2 de febrero marca su primer gol con la camiseta del Real Madrid frente al Sevilla FC en semifinales de la Copa del Rey, partido que tendría la victoria del Real Madrid 2-0 y el pase a la final de la copa frente al FC Barcelona. En su estreno liguero en el Santiago Bernabeu ante la Real Sociedad marcó su primer gol en la competición casera a pase de Ángel Di María.
También anotó dos goles en la victoria sobre el Tottenham Hotspur por los cuartos de final de la Liga de Campeones de la UEFA.
El 20 de abril de 2011, Adebayor ganó su primer título con el Real Madrid, al ganar en la final de la Copa del Rey al FC Barcelona por 0-1. 
Al final de la temporada, volvió al Manchester City, ya que el Real Madrid no hizo efectiva su opción de compra. En agosto fue cedido al Tottenham Hotspur.

### Tottenham Hotspur

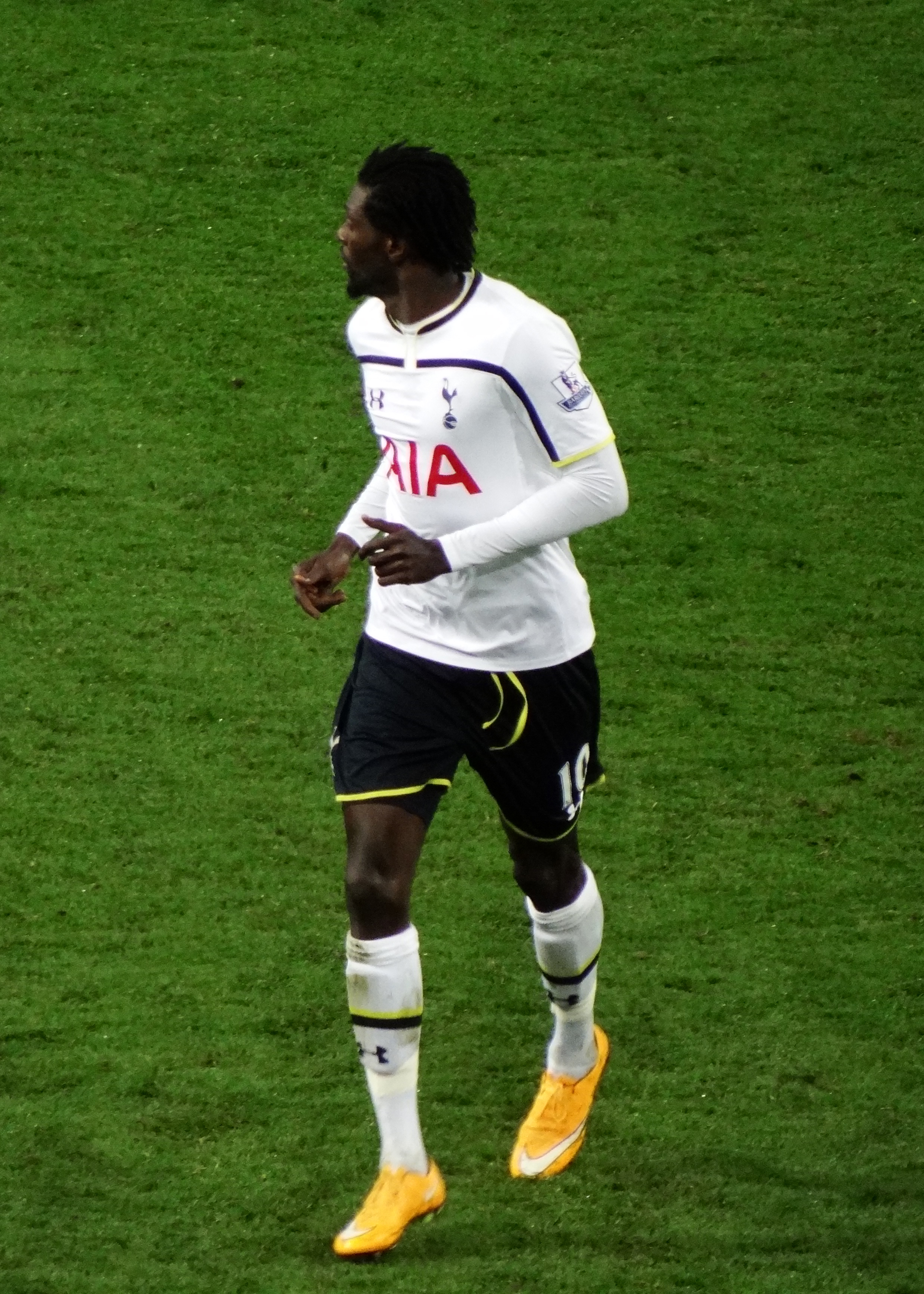
Adebayor jugando para el Tottenham en 2014.

Adebayor se unió al Tottenham Hotspur inglés en calidad de préstamo a principios de la temporada 2011-12. Luego de tener una notable actuación con el club de Londres en dicha temporada, anotando 18 goles en 37 partidos, Adebayor acordó unirse en forma permanente al club el 13 de julio de 2012. No obstante, debido a conflictos con su salario, el trato recién fue oficializado más de un mes después, el 21 de agosto.

### Crystal Palace
El 26 de enero de 2016, firmó con el Crystal Palace FC de la Premier League jugando 12 partidos y anotando solamente un gol.

### İstanbul Başakşehir y Kayserispor
En 2017, Adebayor fue fichado por el İstanbul Başakşehir de la Superliga turca, tras un acuerdo de 18 meses con el jugador. En dicho equipo jugó 60 partidos y convirtió 24 goles a lo largo de tres temporadas. En el año 2019 se iría al Kayserispor como agente libre, equipo donde jugó una única temporada, marcando 2 goles en 8 partidos.

### Olimpia
Luego de rescindir el contrato con dicho club, el jugador dio una de las mayores sorpresas del 2020, al fichar por el club Olimpia de Paraguay. Debutó en el clásico del fútbol paraguayo ante Cerro Porteño, en la sexta fecha del Apertura 2020, tras sustituir a Roque Santa Cruz en el segundo tiempo. El 4 de marzo de aquel año hizo su debut en Copa Libertadores, ante Delfín de Ecuador, por la fase de grupos de dicho torneo.
Volvería a jugar en Copa Libertadores, ante  Defensa y Justicia de Argentina, el cual empezó como titular. En dicho encuentro fue  expulsado al minuto 72, tras darle una patada al jugador Enzo Coacci. Unas semanas más tarde, el jugador se marcharía del país, con rumbo a su natal Togo, debido a la pandemia de COVID-19; con el club argumentando que su situación en el equipo era insostenible debido a la crisis económica arrastrada por la pandemia.
En total, jugó apenas 4 partidos, sin anotar un solo gol, además de entablar una demanda vía FIFA, por $500 mil dólares, debido a supuestos "salarios impagos" por parte de Olimpia.

### Semassi
Tras su paso en Olimpia, Adebayor fue fichado por el club togolés Semassi en julio de 2021.
Adebayor anunció su retiro del fútbol profesional el 21 de marzo de 2023 a los 39 años.

## Selección nacional

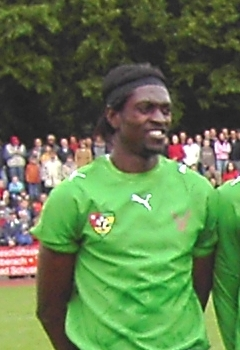
Adebayor antes de jugar un partido amistoso entre la selección nacional togolesa y el Olympia Laupheim de Alemania el 28 de mayo de 2006, como preparación para la Copa Mundial de 2006.

Adebayor colaboró en clasificar a Togo para la Copa Africana de Naciones 2006 al anotar once goles durante las eliminatorias, más que ningún otro jugador de la Zona Africana. Ya en el torneo, tuvo un altercado con el entrenador al ser considerado como suplente durante el primer partido, lo que provocó su intención de abandonar el equipo, que finalmente no sucedió.
También fue parte del equipo que obtuvo la clasificación a la Copa Mundial de Fútbol de 2006 en Alemania, donde disputó los tres partidos que acabaron en derrota de su selección.
En febrero de 2009 fue elegido como el mejor futbolista africano del año 2008 por la Confederación Africana de Fútbol, siendo el primer togolés en alcanzar este premio.
En enero de 2010, Adebayor se encontraba a bordo del bus que transportaba a la selección togolesa hacia la Copa Africana de Naciones 2010, y que fue atacado por rebeldes separatistas.
En abril del mismo año hizo pública su renuncia a jugar con Togo a raíz del tiroteo sufrido por el equipo nacional en Angola.
 No obstante, Adebayor regresó con su selección en noviembre de 2011 para un partido clasificatorio al mundial contra Guinea Bissau luego de que su federación asegurara la seguridad física de él y sus compañeros.
Es el máximo goleador de la selección de Togo con 32 tantos.

#### Participaciones en Copas del Mundo
| Mundial                     | Sede     | Resultado    | Partidos | Goles |
| --------------------------- | -------- | ------------ | -------- | ----- |
| Copa Mundial de Fútbol 2006 | Alemania | Primera fase | 3        | 0     |

#### Participaciones en Copas de África
| Copa                           | Sede      | Resultado        | Partidos | Goles |
| ------------------------------ | --------- | ---------------- | -------- | ----- |
| Copa Africana de Naciones 2002 | Mali      | Primera fase     | 1        | 0     |
| Copa Africana de Naciones 2006 | Egipto    | Primera fase     | 2        | 0     |
| Copa Africana de Naciones 2013 | Sudáfrica | Cuartos de final | 4        | 1     |
| Copa Africana de Naciones 2017 | Gabón     | Primera fase     | 3        | 0     |

## Estadísticas
Actualizado al último partido el 11 de marzo de 2020.
| Club                         | Temporada     | Liga  | Liga  | Copas nacionales(*) | Copas nacionales(*) | Copas internacionales | Copas internacionales | Total | Total |
| Club                         | Temporada     | Part. | Goles | Part.               | Goles               | Part.                 | Goles                 | Part. | Goles |
| ---------------------------- | ------------- | ----- | ----- | ------------------- | ------------------- | --------------------- | --------------------- | ----- | ----- |
| Metz Francia                 | 2001-02       | 10    | 2     | 1                   | 0                   | -                     | -                     | 11    | 2     |
| Metz Francia                 | 2002/03       | 34    | 13    | 8                   | 4                   | -                     | -                     | 42    | 17    |
| Metz Francia                 | Total club    | 44    | 15    | 9                   | 4                   | 0                     | 0                     | 53    | 19    |
| Mónaco Francia               | 2003-04       | 31    | 8     | 4                   | 0                   | 9                     | 0                     | 44    | 8     |
| Mónaco Francia               | 2004-05       | 34    | 9     | 6                   | 3                   | 10                    | 2                     | 50    | 14    |
| Mónaco Francia               | 2005-06       | 13    | 1     | 1                   | 0                   | 7                     | 3                     | 21    | 4     |
| Mónaco Francia               | Total club    | 78    | 18    | 11                  | 3                   | 26                    | 5                     | 115   | 26    |
| Arsenal Inglaterra           | 2005-06       | 13    | 4     | 0                   | 0                   | 0                     | 0                     | 13    | 4     |
| Arsenal Inglaterra           | 2006-07       | 29    | 8     | 7                   | 4                   | 8                     | 0                     | 44    | 12    |
| Arsenal Inglaterra           | 2007-08       | 36    | 24    | 3                   | 3                   | 9                     | 3                     | 48    | 30    |
| Arsenal Inglaterra           | 2008-09       | 26    | 10    | 2                   | 0                   | 9                     | 6                     | 37    | 16    |
| Arsenal Inglaterra           | Total club    | 104   | 46    | 12                  | 7                   | 26                    | 9                     | 142   | 62    |
| Manchester City Inglaterra   | 2009-10       | 26    | 14    | 5                   | 0                   | -                     | -                     | 31    | 14    |
| Manchester City Inglaterra   | 2010-11       | 8     | 1     | 1                   | 0                   | 6                     | 4                     | 15    | 5     |
| Manchester City Inglaterra   | Total club    | 34    | 15    | 6                   | 0                   | 6                     | 4                     | 46    | 19    |
| Real Madrid · España         | 2010-11       | 14    | 5     | 2                   | 1                   | 6                     | 2                     | 22    | 8     |
| Real Madrid · España         | Total club    | 14    | 5     | 2                   | 1                   | 6                     | 2                     | 22    | 8     |
| Tottenham Hotspur Inglaterra | 2011-12       | 33    | 17    | 4                   | 1                   | 0                     | 0                     | 37    | 18    |
| Tottenham Hotspur Inglaterra | 2012-13       | 25    | 5     | 1                   | 0                   | 8                     | 3                     | 34    | 8     |
| Tottenham Hotspur Inglaterra | 2013-14       | 21    | 11    | 2                   | 1                   | 2                     | 2                     | 25    | 14    |
| Tottenham Hotspur Inglaterra | 2014-15       | 13    | 2     | 2                   | 0                   | 2                     | 0                     | 17    | 2     |
| Tottenham Hotspur Inglaterra | Total club    | 92    | 35    | 9                   | 2                   | 12                    | 5                     | 113   | 42    |
| Crystal Palace Inglaterra    | 2015-16       | 12    | 1     | 3                   | 0                   | -                     | -                     | 15    | 1     |
| Crystal Palace Inglaterra    | Total club    | 12    | 1     | 3                   | 0                   | 0                     | 0                     | 15    | 1     |
| Istanbul Başakşehir Turquía  | 2016-17       | 11    | 6     | 5                   | 1                   | -                     | -                     | 16    | 7     |
| Istanbul Başakşehir Turquía  | 2017-18       | 30    | 15    | 1                   | 1                   | 5                     | 1                     | 36    | 17    |
| Istanbul Başakşehir Turquía  | 2018-19       | 19    | 3     | 4                   | 1                   | 1                     | 0                     | 24    | 4     |
| Istanbul Başakşehir Turquía  | Total club    | 60    | 24    | 10                  | 3                   | 6                     | 1                     | 76    | 28    |
| Kayserispor Turquía          | 2019-20       | 8     | 2     | 0                   | 0                   | -                     | -                     | 8     | 2     |
| Kayserispor Turquía          | Total club    | 8     | 2     | 0                   | 0                   | 0                     | 0                     | 8     | 2     |
| Club Olimpia Paraguay        | 2020          | 2     | 0     | 0                   | 0                   | 2                     | 0                     | 4     | 0     |
| Club Olimpia Paraguay        | Total club    | 2     | 0     | 0                   | 0                   | 2                     | 0                     | 4     | 0     |
| Total carrera                | Total carrera | 448   | 161   | 62                  | 20                  | 84                    | 26                    | 594   | 207   |

### Hat-tricks
| 1  | 29/11/2002 | Stade Saint-Symphorien          | Metz - Caen C. C. B. N.                      |  | 4 - 0 | Ligue 2 2002-03                      |
| 2  | 20/02/2004 | Stade Louis-II                  | A.S. Mónaco - Montpellier H. S. C.           |  | 4 - 0 | Ligue 1 2003-04                      |
| 3  | 22/09/2007 | Emirates Stadium                | Arsenal F. C. - Derby County F. C.           |  | 5 - 0 | Premier League 2007-08               |
| 4  | 28/04/2008 | Pride Park Stadium              | Derby County F. C. - Arsenal F. C.           |  | 2 - 6 | Premier League 2007-08               |
| 5  | 13/09/2008 | Ewood Park                      | Blackburn Rovers F. C. - Arsenal F. C.       |  | 0 - 4 | Premier League 2008-09               |
| 6  | 11/10/2008 | Stade de Kégué                  | Togo - Suazilandia                           |  | 6 - 0 | Clasificación para Copa Mundial 2010 |
| 7  | 21/10/2010 | Etihad Stadium                  | Manchester City F. C. - K. K. S. Lech Poznań |  | 3 - 1 | Europa League 2010-11                |
| 8  | 21/05/2011 | Estadio Santiago Bernabéu       | Real Madrid C. F. - U. D. Almería            |  | 8 - 1 | Liga Española 2010-11                |
| 9  | 10/04/2017 | İstanbul Başakşehir Fatih Terim | İstanbul Başakşehir F.K. - Galatasaray S. K. |  | 4 - 0 | Superliga de Turquía 2016-17         |
| 10 | 18/11/2017 | İstanbul Başakşehir Fatih Terim | İstanbul Başakşehir F.K. - Galatasaray S. K. |  | 5 - 1 | Superliga de Turquía 2017-18         |

## Palmarés

### Títulos nacionales
| Título       | Club              | País   | Año  |
| ------------ | ----------------- | ------ | ---- |
| Copa del Rey | Real Madrid C. F. | España | 2011 |

### Distinciones individuales
| Distinción                  | Año  |
| --------------------------- | ---- |
| Equipo del año de la PFA    | 2008 |
| Futbolista Africano del año | 2008 |

## Vida personal
Adebayor tiene una hija llamada Kendra. Es el tío del centrocampista del Georgia Revolution FC, Alex Harlley.